# Andrea Cavalcanti

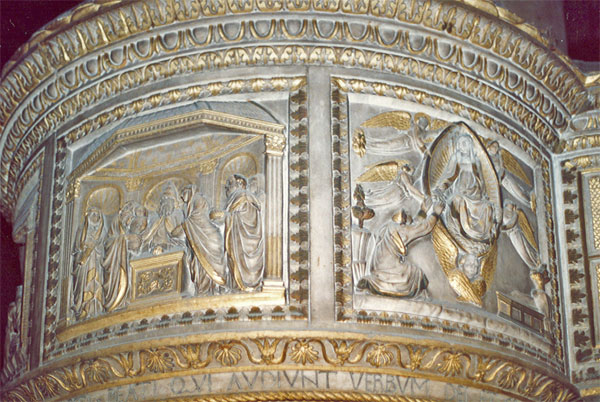
Rilievi del pulpito di Santa Maria Novella

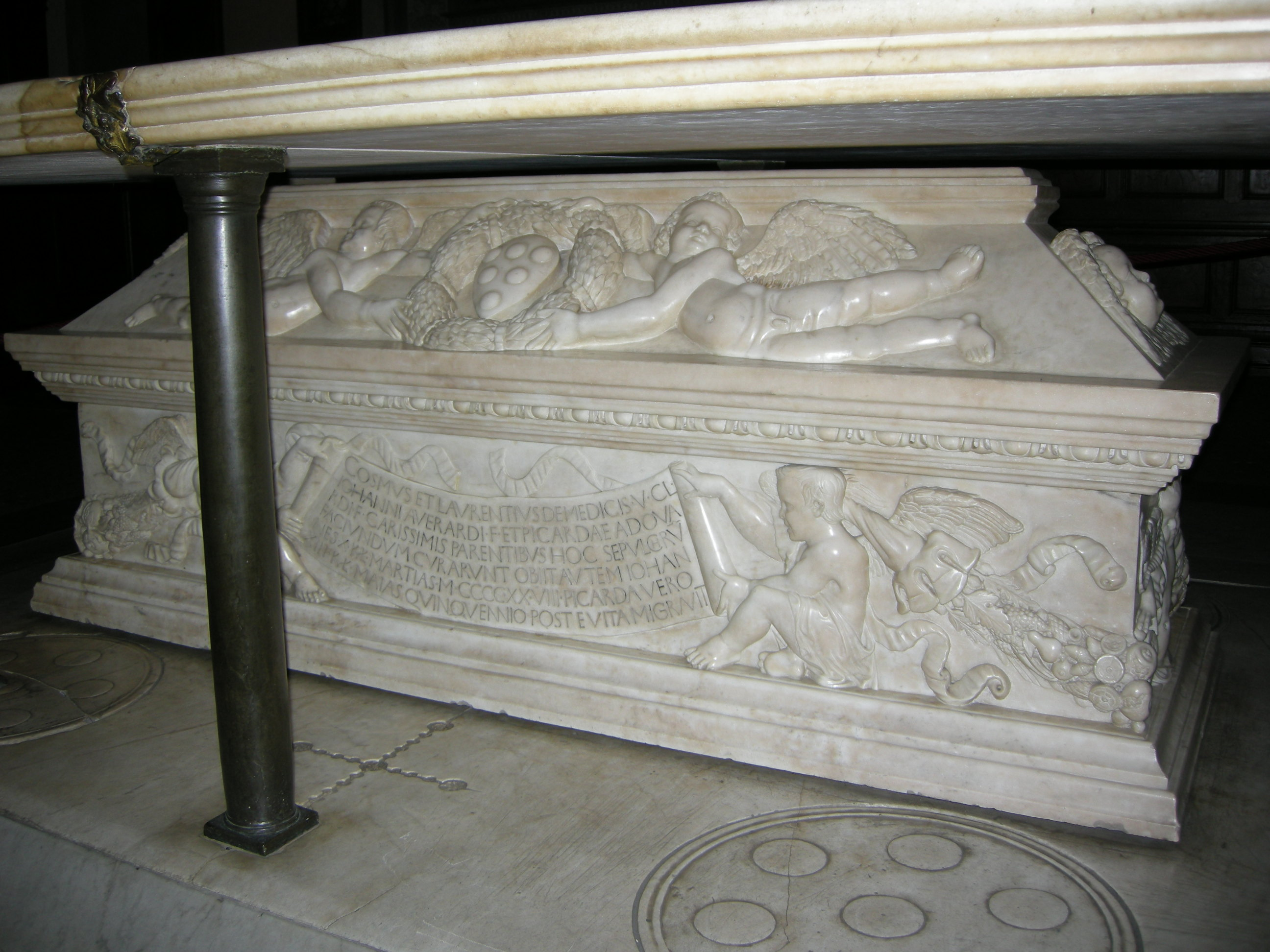
La tomba di Giovanni di Bicci e Piccarda Bueri

Andrea di Lazzaro Cavalcanti detto il Buggiano o il Buggianino (Borgo a Buggiano, 1412 – Firenze, 21 febbraio 1462) è stato uno scultore e architetto italiano, figlio adottivo del grande architetto Filippo Brunelleschi.

## Biografia
Fu adottato nel 1419, all'età di sette anni, e visse con l'artista a Firenze in una casa presso la chiesa di San Michele Betelde. Divenne suo allievo e collaboratore, venendo introdotto nei suoi cantieri come scalpellino e scultore.

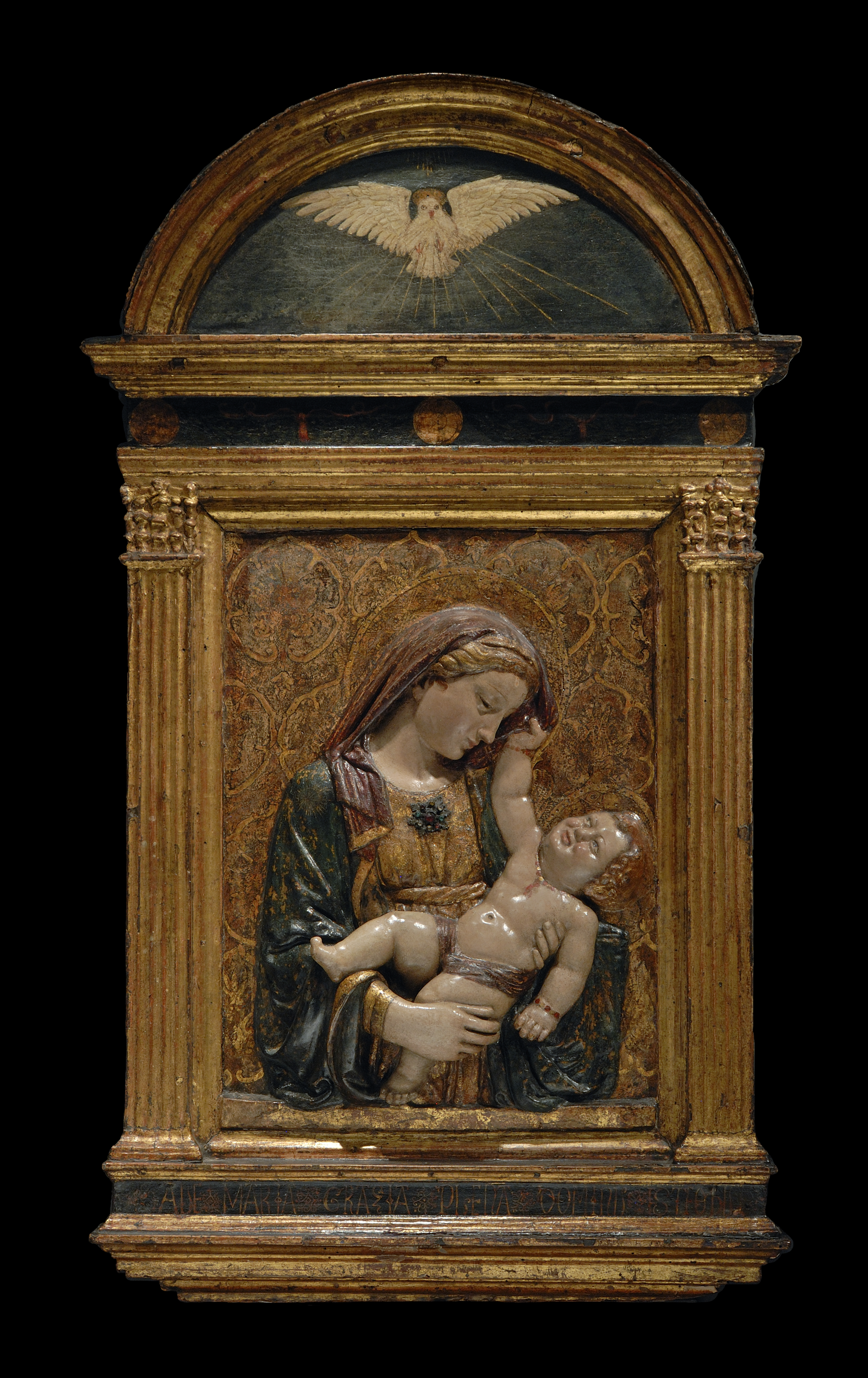
Madonna col Bambino, stucco policromo a fondo oro, già coll. Strauss (1933), coll. Carlo de Carlo (2003), Eredi Strauss (2013)

Nella grande officina del Duomo di Firenze lavorò alle cornici delle finestre delle tribune (1429), mentre nella decorazione scultorea della Sagrestia Vecchia di San Lorenzo, commissionata dai Medici, collaborò con Pagno di Lapo Portigiani (altare marmoreo con il rilievo della Madonna col Bambino con i profeti Ezechiele e Isaia) e con Donatello (Sarcofago di Giovanni di Bicci e Piccarda Bueri).
Nel 1434, approfittando dell'incarcerazione di Brunelleschi per un debito fiscale con l'Arte dei Maestri di Pietra e Legname, scappò a Napoli con alcuni soldi sottratti al padre, che ancora ne amministrava le finanze. La frattura tra i due venne ricomposta tramite l'intercessione di papa Eugenio IV, che lo fece rintracciare e ricondurre a Firenze.
Alla fine degli anni trenta "il Buggiano" ricevette numerose commissioni scultoree, tra cui spiccarono i lavabi per la sagrestia delle Messe (1438-1440) e la sagrestia dei Canonici (dal 1442) in Santa Maria del Fiore. Nel 1443 scolpì il pulpito di Santa Maria Novella su disegno del padre.
Nel 1447-1448 scolpì il monumento al padre, con busto marmoreo. Con la morte di Brunelleschi ereditò la casa e la notevole somma di 3 430 fiorini d'oro, che però dilapidò velocemente. Gradualmente diminuirono anche le offerte di lavoro. Gli vengono attribuiti, come scultore, il portale della pieve di Cercina e un camino e un lavabo nell'attigua canonica.
Forse si dedicò all'attività di architetto, che però è poco documentata. Gli sono stati attribuiti alcuni edifici a Pescia e a Pistoia e provincia, come l'oratorio della Madonna di Piè di Piazza (1447) o la cappella Orlandi-Cardini nella chiesa di San Francesco: questi edifici sono le prime architetture rinascimentali realizzate fuori da Firenze.